# Colibri à gorge pourprée
Lampornis calolaemus
Espèce
Synonymes
- Lampornis calolaema (protonyme)

Répartition géographique
Statut de conservation UICN

 LC  : Préoccupation mineure
Statut CITES
Le Colibri à gorge pourprée (Lampornis calolaemus) est une espèce d'oiseaux de la famille des Trochilidae.
Elle était auparavant considérée comme une sous-espèce de Lampornis castaneoventris, mais en a été séparée après l'American Ornithologists' Union de 1998.

## Description
Cet oiseau mesure environ 10,5 cm de longueur. Il présente un dimorphisme sexuel. Le mâle a un plumage essentiellement vert avec la gorge violette et la queue noirâtre. La femelle a le dessous roux et l'extrémité de la queue blanche. Un trait blanc marque l'arrière de chaque œil chez les deux sexes.

## Habitat
Ses habitats sont les forêts humides de montagne et les sites où existaient auparavant des forêts, lourdement dégradées depuis.

## Répartition et sous-espèces
Selon la classification de référence du Congrès ornithologique international (15.1, 2025) il se répartit en trois sous-espèces :
- Lampornis calolaemus pectoralis (Salvin, 1891 — Nicaragua et cordillère de Guanacaste ;
- Lampornis calolaemus calolaemus (Salvin, 1865 — cordillère Centrale (Costa Rica) ;
- Lampornis calolaemus homogenes Wetmore, 1967 — cordillère de Talamanca.